# De shockdoctrine, de opkomst van rampenkapitalisme
De shockdoctrine, de opkomst van rampenkapitalisme is een boek van de Canadese journaliste Naomi Klein uit 2007.
In dit boek stelt Naomi Klein dat de neoliberale ideologie, oorspronkelijk van Milton Friedman, wordt opgedrongen aan bevolkingen na 'shocks', dit zijn gebeurtenissen zoals natuurrampen en oorlogen. De bevolking is verward en niet in staat zich te verzetten tegen economische hervormingen en zich bezig te houden met politiek, overleven heeft al haar energie nodig. Terwijl de bevolking nog in verwarring is worden publieke voorzieningen snel geprivatiseerd. Voorbeelden van situaties die Klein noemt zijn onder andere de orkaan Katrina in New Orleans en de tsunami in Azië in 2004. Maar ze noemt ook de Irakoorlog, een shock die wel bewust is toegepast, om daarna de economie snel te hervormen terwijl de bevolking te verward is om zich te verzetten.
Het boek begint met het verhaal van New Orleans en hoe daar, na de ramp in 2005, het schoolsysteem, de huisvesting en de gezondheidszorg razendsnel werden ingepalmd en geprivatiseerd. Men wilde de hele regio omvormen tot een belastingvrije zone. Overlevers van de tsunami (2004) getuigen over bedrijven en politici die de terreinen van hun voormalige huizen als nieuw te ontginnen gronden gingen beschouwen om er hotels te bouwen. Dit zijn enkele voorbeelden die Klein aanhaalt om te proberen aan te tonen dat de wereld in toenemende mate slaaf zou worden van de shockdoctrine die aanleiding geeft tot het rampenkapitalisme.
Zij stelt dat dit een nieuwe vorm van kolonialisme voorstelt. Het ontstane puin bij een ramp is het bijna bijbels klinkende nieuwe onontgonnen land: leeg en open voor wie het wil inpalmen. Terwijl het bloed van de getraumatiseerde slachtoffers vloeit en men enkel denkt aan zelfbehoud, rinkelt de kassa van de ondernemers die de vrije markt heilig hebben verklaard. Dit met als doel winst te halen uit de desoriëntatie van de bewoners, privatiseringen door te voeren terwijl de mensen in shock zijn en zich enkel op hun dagelijkse zorgen kunnen concentreren.

## Synopsis
Het boek heeft een introductie, een middenstuk en een conclusie en is verdeeld in zeven delen met in totaal 21 hoofdstukken.
Deel 1 begint met een hoofdstuk over de psychiatrische shocktherapie en de geheime experimenten uitgevoerd door psychiater Ewen Cameron in samenwerking met de CIA. Het tweede hoofdstuk introduceert Milton Friedman en zijn Chicago school of economics, die Klein beschrijft als leidend voor het 'laissez-faire' kapitalisme dat overal vrijhandel wil invoeren met nog minder overheidsbemoeienis dan vóór de depressie van begin jaren dertig.
Deel 2 behandelt het gebruik van de "shock doctrine" om Zuid-Amerikaanse economieën in de jaren 70 te veranderen, focussend op de coup in Chili die geleid werd door Pinochet en beïnvloed door een prominente groep Chileense economen die opgeleid waren aan de University van Chicago (hoofdvak Economie), betaald door de CIA, en geadviseerd door Milton Friedman. Klein legt hier een verband tussen marteling en economische shocktherapie.
Deel 3 gaat over pogingen om de shockdoctrine toe te passen zonder extreem geweld tegen delen van de bevolking. Margaret Thatcher gebruikte een milde vorm van "shocktherapie" in de Falklandoorlog, terwijl de invoering van vrijhandel in Bolivia mogelijk was dankzij een combinatie van voorgaande economische crisissen en het charisma van Jeffrey Sachs.
Deel 4 beschrijft hoe Klein denkt dat de shockdoctrine ingevoerd was in Polen, Rusland, Zuid-Afrika en de Aziatische tijgers tijdens de Aziatische financiële crisis van 1997.
Deel 5 introduceert het "Disaster Capitalism Complex", waarvan de auteur claimt dat bedrijven hebben geleerd om te profiteren van rampen.
Deel 6 gaat over het gebruik van "Shock and awe" in de invasie van Irak in 2003 en de daaropvolgende bezetting van Irak, volgens Klein tot nu toe de meest veelomvattende invoering van de shockdoctrine.
Deel 7 gaat over de winnaars en verliezers van de economische shocktherapie – hoe kleine groepjes vaak bijzonder goed boeren en zo rijk worden dat het onverstandig wordt om niet in afgesloten luxeoorden te gaan wonen, terwijl intussen grote delen van de bevolking achterblijven met een verouderende publieke infrastructuur, kleiner wordend inkomen en toegenomen werkloosheid.
De conclusie gaat over de gevolgen van de "shockdoctrine" en over economische instituties die, volgens Klein, dit model aanmoedigen - zoals de Wereld Bank en het IMF. Zuid-Amerika en Libanon na 2006 worden positief belicht, omdat politici daar al bezig zijn met het opruimen van de gevolgen van de desastreuze vrije-markt politiek, waarbij ook aandacht wordt geschonken aan de campagnes van activisten in Zuid-Afrika en China.

## Verfilming
In 2009 werd op basis van het boek van Klein onder de titel The Shock Doctrine een documentairefilm gemaakt door Michael Winterbottom.